# دینه کوه
دینه کوه، روستای مادران، روستایی از توابع بخش رودبارالموت شهرستان قزوین در استان قزوین ایران است.

## جمعیت

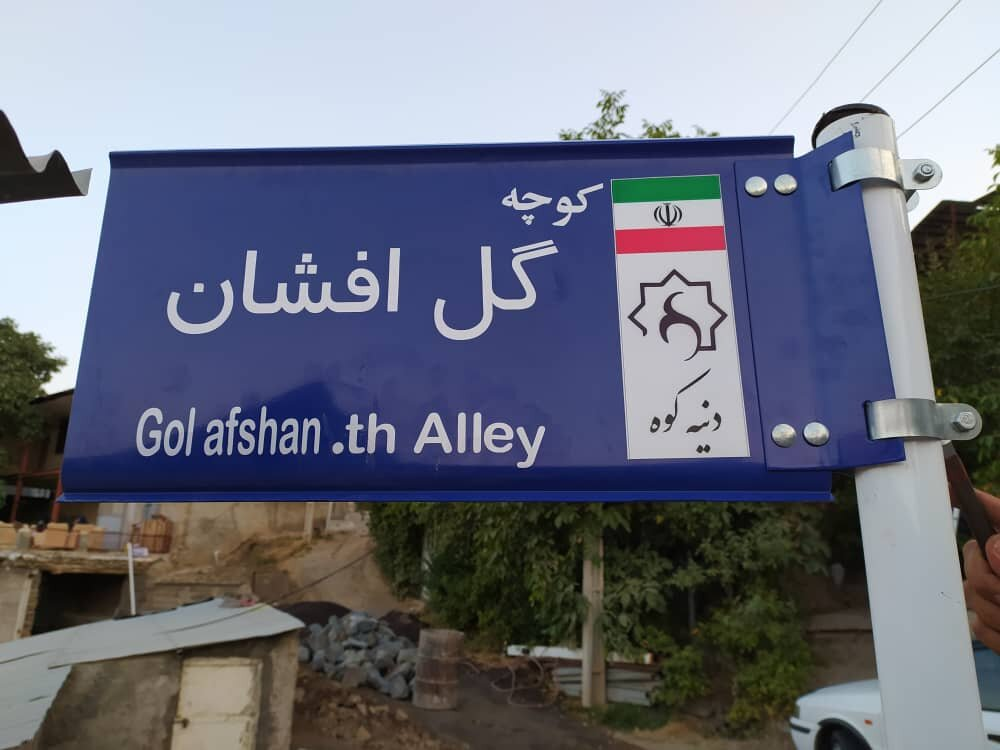
روستای مادران

این روستا در دهستان الموت بالا قرار دارد و براساس سرشماری مرکز آمار ایران در سال ۱۳۹۵ جمعیت حقیقی دینه‌کوه  با ۹۵ خانوار و حدودا ۲۵۰ نفر است. اهالی دینه کوه دارای گویش تاتی الموتی هستند. در دهه نود بعد از بازسازی های صورت گرفته توسط اهالی روستا،نام کوچه های روستا به نام زنان و مادران روستا نام گذاری شد و ازین رو روستا به روستای مادران معروف شده است.

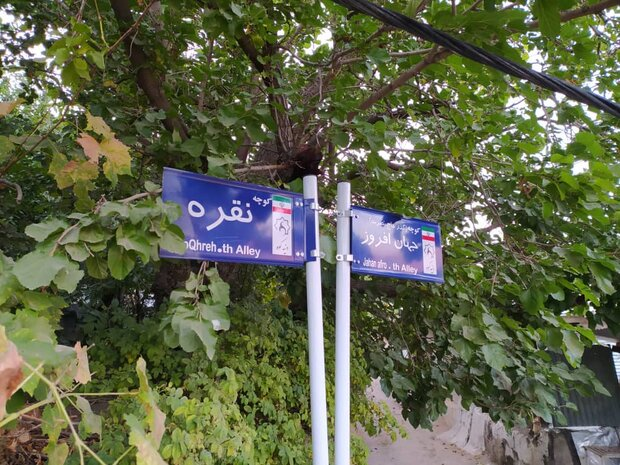
نام مادران و زنان روستا بر کوچه های روستا